# 朴顺爱
 朴顺爱 （1965年9月4日—），又作朴舜爱，女，韩国演员。

## 生平
崇义女子高中毕业，获汉阳大学戏剧电影系学士。1986年以MBC第18期艺人身份出道。1989年通过2TV日日连续剧《天命》进军KBS后，主要在KBS和MBC活动。在 KBS 2TV晨间剧《因你而在》结束后，于 1994年8月结婚并隐退。1997年至1999年，东亚广播艺术大学（现东亚广播大学）广播演艺系兼职教授。

## 演艺活动

### 电视剧
- 1986年 MBC 大河剧《朝鲜王朝五百年-南汉山城》——尹毅立之女，瑞雅
- 1987年 MBC 单幕剧《MBC Best Seller 剧场- 棕色头发》——美子
- 1987年 MBC 水木剧《城市的面孔》——多惠
- 1988年 MBC 大河剧《朝鲜王朝五百年-仁显王后》——仁显王后
- 1988年 MBC 迷你剧《城市的凶年》——池秀妍
- 1989年 MBC 单幕剧《MBC Best Seller 剧场- 科帕与比科帕》
- 1989年 KBS 2TV 日日连续剧《天命》——雪华
- 1989年 KBS 2TV 迷你剧《一半的失败》〈婚姻冰之间〉——乡村学校女教师
- 1990年 MBC 迷你剧《跳舞的加耶戈》
- 1990年 MBC 3・1 节特辑剧《特报》——艺伎
- 1990年 MBC 大河剧《大院君》——鲁温
- 1990年 MBC 儿童剧《我的朋友盖奇》——老师
- 1991年 MBC 特辑剧《火花市场》
- 1991年 KBS 1TV 大河剧《王道》——顺智
- 1991年 KBS 1TV 周六剧《家族》——英善
- 1991年 MBC 单幕剧《MBC Best 剧场- 温暖的冬天》——炳惠
- 1992年 MBC 大河剧《日出峰》——吴成之妻
- 1992年 SBS 小说剧场《解冻期的早晨》——尹智夏
- 1992年 KBS 2TV 日日连续剧《荆棘花》——李东珠
- 1992年 MBC 周日晨间剧《一屋檐下三家人》——裁缝家、小星妈妈
- 1993年 MBC 迷你剧《一枝梅》——雪华
- 1993年 MBC 单幕剧《MBC Best 剧场- 卑微的爱情故事》——贤珠
- 1993年 MBC 单幕剧《MBC Best 剧场- 向幻想中的旅行》——彩苑
- 1993年 MBC 单幕剧《MBC Best 剧场- 某个阴天的爱情》——美子
- 1993年 KBS 1TV 中秋特辑剧《太阳升起月亮也升起》——中药店老板的女儿
- 1994年 MBC 新年特辑剧《男与女》
- 1994年 MBC 大河剧《野心》——苏氏夫人
- 1994年 KBS 2TV 晨间剧《因你而在》——卢承珠

### 电影
- 1988年 《위험한 향기》——京雅
- 1988年 《욕》——汝兰
- 1989年 《달아난 말》——罗熙英

### 戏剧
- 1989 年~1990年 《盗贼们的舞会》
- == 节目主持 ==
- 1989年 MBC《奔向早晨》——主持人
- 1991年 MBC《现场直播星期六》——主持人
- 1993年 MBC《现场直播全国出动》——主持人

## 获奖
- 1988年 百想艺术大赏 TV 部门 新人演技奖